# St. Jakobus (Ritteburg)

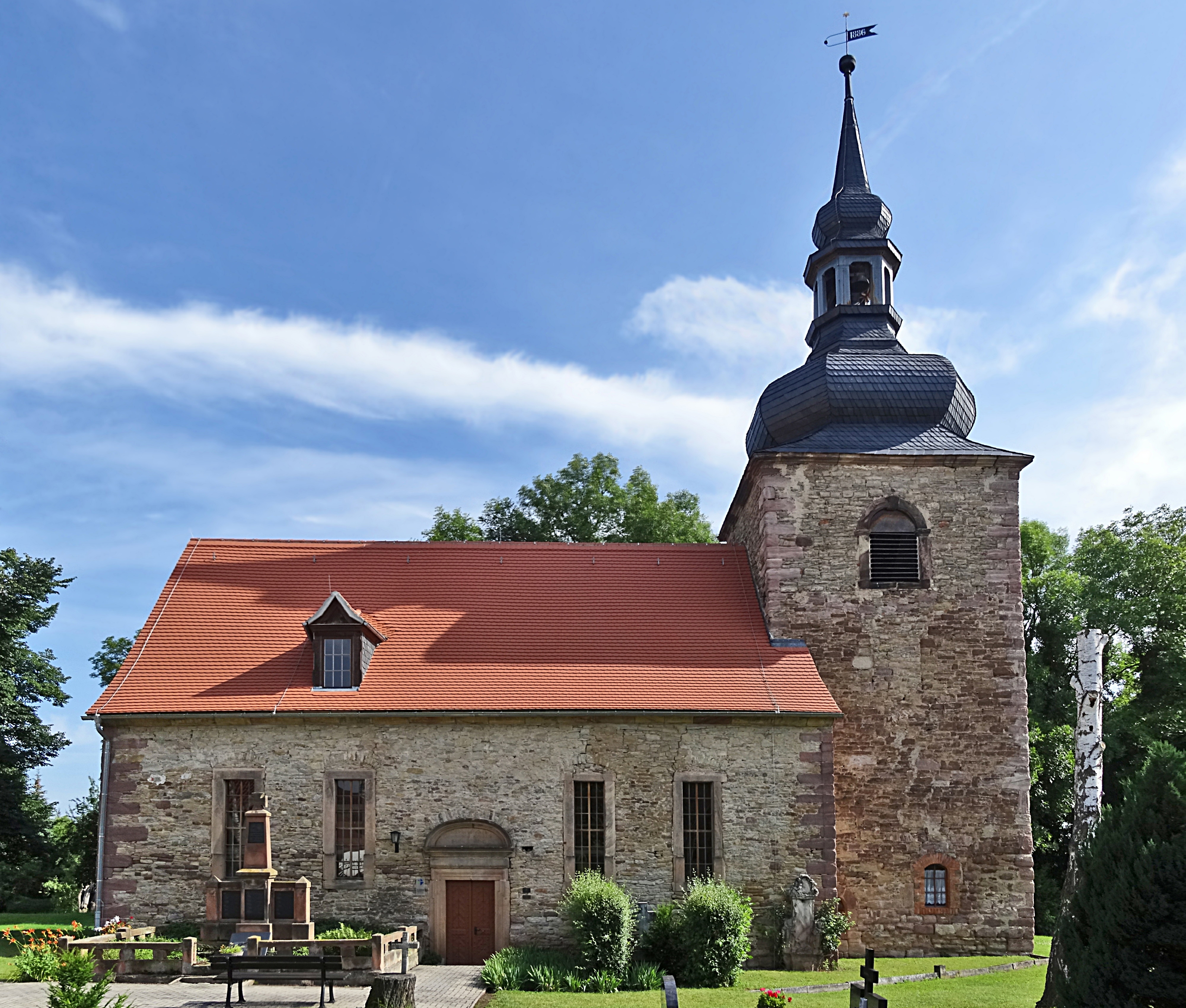
Kirche St. Jakobus

Die evangelische Dorfkirche St. Jakobus steht im Ortsteil Ritteburg der Gemeinde Kalbsrieth im Kyffhäuserkreis in Thüringen.

## Geschichte
Am 1. Juni 932 wurde das Dorf erstmals urkundlich erwähnt. Im 200 Einwohner zählenden Ortsteil, steht die Dorfkirche St. Jakobus mit bemerkenswertem Kirchturm und Seitenschiff. Der Ursprung der Kirche ist romanisch, was am unteren Teil des Turmes sichtbar wird. Das Kirchenschiff wurde 1718–1723 in seiner heutigen Form gebaut. Über das Vorgängergotteshaus ist nichts überliefert.

## Orgel
Die barocke Orgel wohl aus dem 18. Jahrhundert ist nicht bespielbar.

## Bauzustand
Die Kirche ist sanierungsbedürftig einschließlich der Holzkonstruktion des Daches. Im Jahr 2008 wurde der einsturzgefährdete Westgiebel gesichert.